# Liu Ji
Liu Ji, nome di cortesia Bówēn (伯温), nome postumo Wencheng (文成) (cinese tradizionale: 劉基; cinese semplificato: 刘基; pinyin: Liú Jī; Wade-Giles: Liu Chi; Wenzhou, 1º luglio 1311 – 16 maggio 1375), è stato un politico, funzionario e poeta cinese vissuto tra la fine della dinastia Yuan e l'inizio della dinastia Ming.
Nato nella contea di Qingtian (corrispondente all'attuale contea di Wencheng, nella città-prefettura di Wenzhou, nel Zhejiang), Liu Ji era il principale consigliere del leader ribelle di epoca Yuan Zhu Yuanzhang (1328–1398), il quale sarebbe successivamente diventato il fondatore della dinastia Ming (r. 1368-1398). Liu Ji è anche ricordato per le sue profezie, che gli hanno valso a volte il soprannome di "Nostradamus cinese". Insieme allo studioso e generale suo contemporaneo Jiao Yu, è stato coeditore del trattato militare Huolongjing (il Manuale del Drago di Fuoco). Il suo trattato militare più famoso, tuttavia, è conosciuto con il titolo di Lezioni di Guerra.

## Carriera
Liu Ji servì il leader ribelle Zhu Yuanzhang durante la sua rivolta contro la mongola dinastia Yuan, che regnava sulla Cina sin dalla caduta della dinastia Song meridionale nel 1279. Il generale eccelleva in vari ambiti del sapere del tempo: arte del governo, filosofia, opere letterarie e ricerca di nuove tecnologie. Sotto il punto di vista filosofico, era uno scettico naturalista e si interessò anche di astronomia, astrologia, magnetismo e fengshui. Si diceva che fosse amico stretto del matematico ed alchimista Zhao Yuqin, oltre che collaboratore del generale e studioso contemporaneo Jiao Yu nella compilazione ed edizione del trattato bellico Huolongjing, il quale spiegava l'uso di varie armi da fuoco.

### Primi anni sotto la dinastia Yuan
Durante gli anni finali della dinastia mongola degli Yuan, Liu Ji sostenne gli esami imperiali ed ottenne il grado di Jinshi, ossia di "letterato introdotto". In seguito, servì la dinastia per 25 anni, impiegando i primi anni della carriera nel tentativo di salvarla dal collasso. Guadagnandosi una reputazione di uomo integro ed onesto, si distinse in particolar modo come studioso e stratega. Nel 1348, gli fu assegnata una posizione militare e gli fu comandato di sedare una ribellione contro la dinastia che stava avvenendo nel meridione. Il capo dei ribelli tentò di salvarsi offrendo a Liu una tangente, che tuttavia fu rifiutata dal generale. Al rifiuto, i ribelli marciarono verso Pechino e, in ogni modo, riuscirono a corrompere i funzionari imperiali e ad entrare a corte.
Giunto a corte tramite la corruzione, al capo ribelle fu data una carica pubblica ed un salario, e da quel momento le relazioni di Liu con gli Yuan iniziarono a deteriorarsi. Il generale tentò due volte di dimettersi, nel 1349 e nel 1352, ma fu rimosso dalla carica solo del 1358, anno in cui si ritirò dal servizio e tornò nella terra dei suoi avi. Nel 1366, all'età di 55 anni, conobbe però Zhu Yuanzhang, ex-capo dei ribelli della setta buddhista del Loto Bianco che era diventato ora leader di un movimento anti-Yuan.

### Al servizio di Zhu Yuanzhang
Liu Ji non servì Zhu Yuanzhang solo in ambito amministrativo, ma partecipò anche a numerose battaglie su terra e acqua nel ruolo di ufficiale comandante. Zhu gli affidò una campagna volta a conquistare tutta la provincia del Zhejiang dalle forze Yuan, oltre che la responsabilità di respingere altri gruppi ribelli cinesi ed i pirati giapponesi sulle coste. Le forze di Liu ebbero particolare successo grazie alle sue conoscenze delle armi da fuoco, in particolare di una lancia chiamata lancia da fuoco. Fu in questo periodo che il generale si diede alla stesura di due opere letterarie, Strategie Straordinarie di Cento Battaglie (百戰奇略) e Diciotto Strategie e Affari (時務十八策). Più tardi Zhu si affidò sempre di meno a Liu per quanto riguarda le battaglie campali, in quanto acquisì altri generali molto capaci quali Xu Da, Deng Yu e Chang Yuchun. Liu veniva consultato in special modo per avere degli efficaci consigli strategici.
Nel 1368, dopo otto anni in cui Liu Ji gli aveva prestato servizio, Zhu Yuanzhang riunificò la Cina sotto quella che denominò dinastia Ming. Alla sua ascesa al trono, Liu fu investito della carica di consigliere, tuttavia le relazioni dei due andarono man mano deteriorandosi nello stesso modo in cui il generale era finito per essere estromesso dal precedente governo Yuan. Nel 1375, Liu rifiutò di concedere il grado di alto ufficiale ad un uomo di nome Hu Weiyong, il quale ottenne un'udienza dall'imperatore e dichiarò che Liu stava complottando per prendere il potere. Questa dichiarazione convinse il capo del governo, che licenziò Liu dalle sue mansioni e promosse, al suo posto, Hu.

### Morte
Si dice che a provocare la morte di Liu siano stati lo shock e la vergogna di essere stato licenziato, che avrebbero avuto ripercussioni sulla sua salute. Cinque anni dopo la morte di Liu, l'uomo che l'aveva declassato per ottenere il suo incarico fu a sua volta accusato di complottare contro Zhu Yuanzhang. L'imperatore, allora, fu colto da una paranoia delle cospirazioni contro di lui che lo portò a far giustiziare tra le 30.000 e le 40.000 persone.
Gli studiosi moderni, però, non credono che le informazioni sulla morte di Liu siano attendibili. Alcuni credono perfino che lo statista sia stato avvelenato dallo stesso imperatore, non perché Liu avesse fallito nei suoi compiti ma perché avrebbe causato invidia e gelosia nell'imperatore a causa della sua influenza e delle sue conoscenze. Altre fonti citano che l'imperatore fece realmente uccidere un gran numero di persone dopo la perdita della posizione ufficiale di Liu, ma non sembra chiaro se lo stesso Liu facesse parte di queste persone o no.

## Profezia
La profezia più famosa che Liu Ji fece a Zhu Yuanzhang, scritta in stile lirico, è intitolata Shaobing ge (燒餅歌). Il poema è formato da versi criptici di difficile interpretazione, tuttavia vari studiosi sono convinti che la Shaobing ge abbia predetto eventi che sarebbero avvenuti in Cina, come la Battaglia della Fortezza di Tumu e la rivoluzione Xinhai.

## Opere biografiche
La biografia ufficiale di Liu Ji si trova nel capitolo 128 del Ming Shi, il documento storico ufficiale della dinastia Ming. Anche l'autore Chong Tai scrisse una sua biografia.

## Cultura di massa
Shenji Miaosuan Liu Bowen (cinese tradizionale: 神機妙算劉伯溫; cinese semplificato: 神机妙算刘伯温; pinyin: Shénjī Miàosuàn Líu Bówēn), è una serie televisiva di 404 episodi dedicata a Liu Ji, messa in onda dal 23 agosto 2006 al 12 marzo 2008 sull'emittente taiwanese TTV. Il ruolo dello stesso Liu Bowen è stato affidato all'attore taiwanese Huang Shaoqi (黃少祺).